# Mala Sela, Črnomelj
Mala sela este o localitate din comuna Črnomelj, Slovenia, cu o populație de 16 locuitori.